# Лісосплав

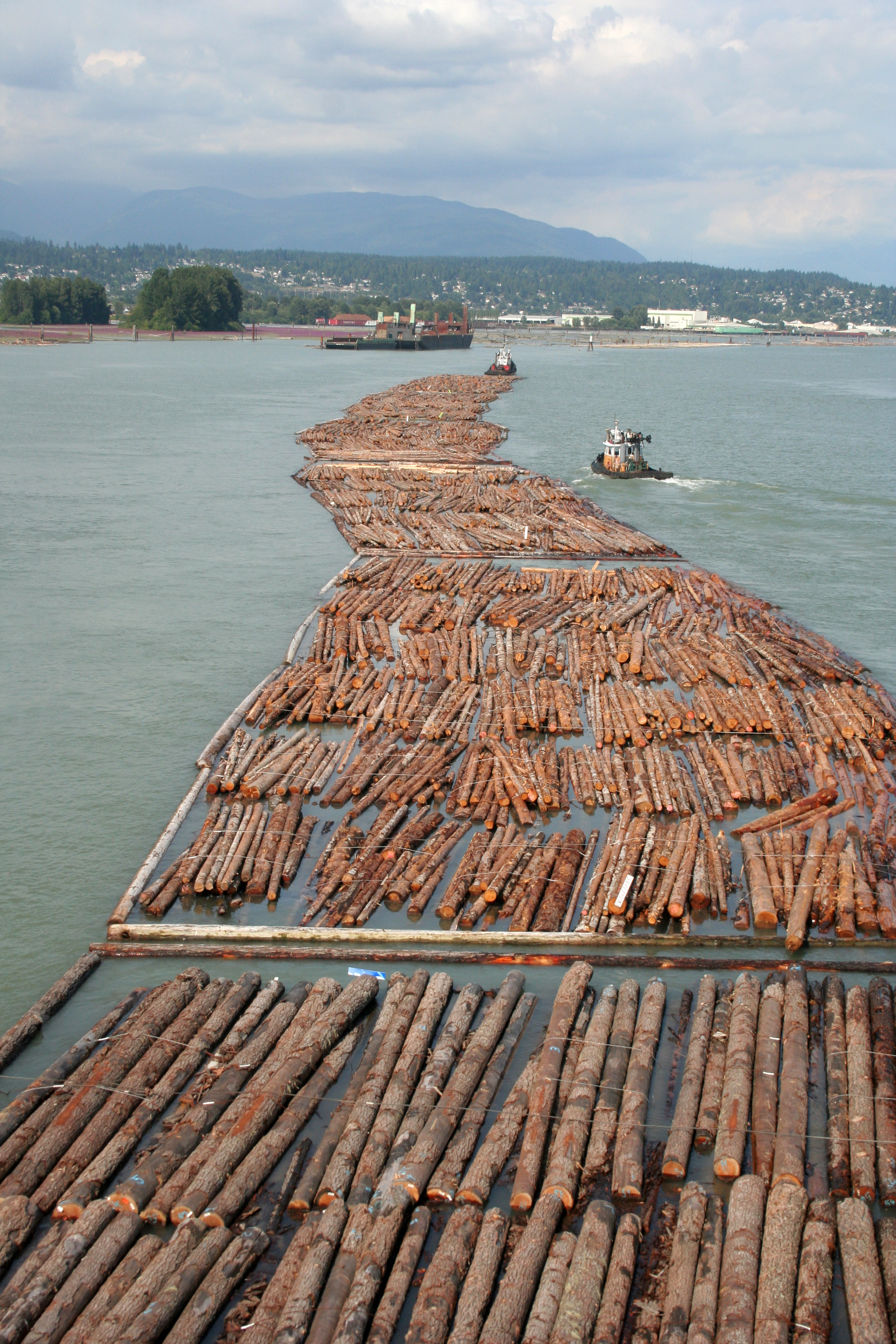
Транспортування деревини неподалік від Ванкувера (Канада)

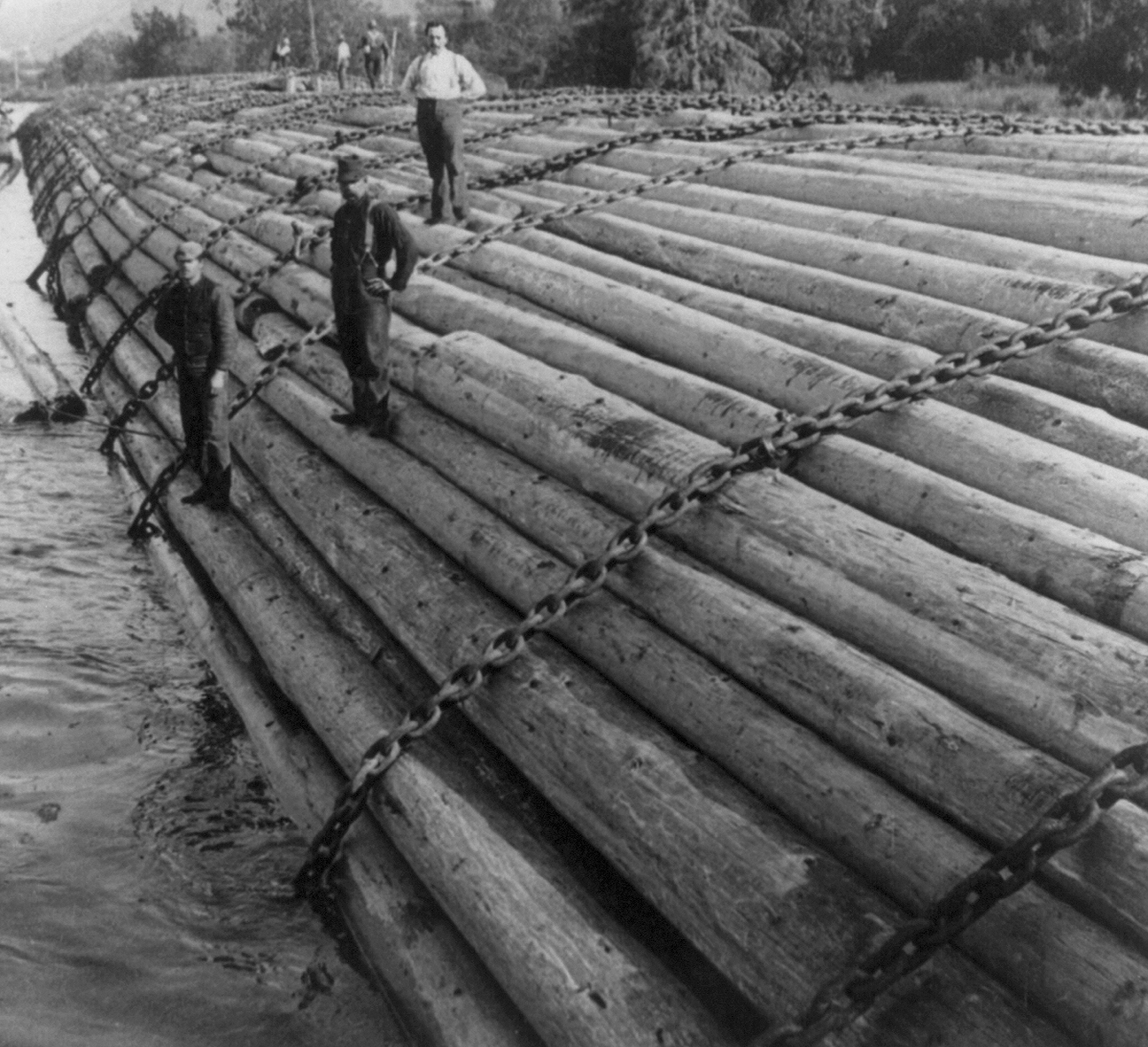
Транспортування лісу самопливом; лісосплав

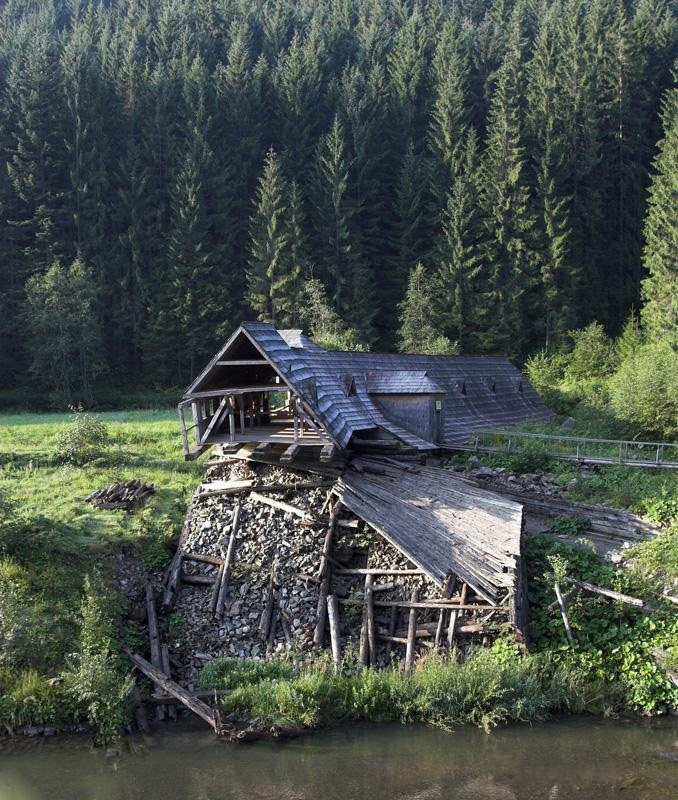
Музей лісу і сплаву (Закарпатська область)

Лісоспла́в, сплав лісу — транспортування лісоматеріалів водою з використанням ефекту плавучості деревини, яке значно застосовувалося у світі в ХІХ та першій половині ХХ ст., зокрема на річках Карпат (до середини ХХ ст. там існувала професія бокораш — плотогін).
Лісосплав — найдешевший, а в деяких районах і єдиний вид, транспортування деревини. Розрізняють лісосплав:
- молевий — транспортування не зв'язаних між собою колод за течією річок;
- плотовий — переміщення лісоматеріалів в плотах, переважно за допомогою суден-буксирквальників;
- кошельний — транспортування лісоматеріалів, обнесенних плавучою огорожею (кошелем) за допомогою суден або спеціальних варповальних катерів.

Найпоширеніші — молевий і плотовий. Кошельний лісосплав використовується в невеликих обсягах системою озер чи на короткі відстані озероподібними ділянками річок.
На багатьох річках у світі лісосплав, який раніше використовувався, заборонили. Він заподіює значну екологічну шкоду (особливо — молевий) — порушуються нерестилища риби, окрема деревина тоне, розкладається, що призводить до дефіциту кисню у воді, погіршення якості води.
У Канаді в 1970 р. було прийнято закон про заборону лісосплаву.
В Україні лісосплав на водних об'єктах заборонено Водним кодексом України (1995), (стаття 54). Останній пліт з лісом по р. Черемош пройшов у 1979 р. На інших карпатських річках лісосплав припинився ще раніше. В Закарпатті на р. Озерянка в с. Синевирська Поляна (поблизу озера Синевир) розташовано єдиний у Європі Музей лісу і сплаву.